# Garfieldsches Gesetz
Das Garfieldsche Gesetz (nach Eugene Garfield) besagt, dass sich die gleiche Anzahl von Zitationen aus Artikeln von Fachzeitschriften in einem festgelegten Wissenschaftsgebiet über drei Gruppen von Journalen verteilt. Dabei gibt es eine Kern-, eine Mittel- und eine Randzone von Journalen, einzelne Journale wechseln zwischen diesen Gruppen, aber das ungefähre Mengenverhältnis von 1:4:16 bleibt bestehen.
Betrachtet man die Zeitschriften eines einzelnen Wissenschaftsgebietes und untersucht das Zitationsverhalten dort, so bemerkt man, dass ein Drittel der Zitationen auf nur sehr wenige Zeitschriften entfallen (unter 5 % der Zeitschriften).
Es bilden sich drei Mengen an Journalen, die Kern-, Mittel- und Randzone, die im Verhältnis 1:4:16 stehen sollten, auf jede Zone entfallen jeweils gleich viele Zitationen.

## Beispiele
Beispiel: Philosophie (Drei-Zonen-Einteilung wie Bradford)
gegeben: 735 Referenzen (Jg. 1975);
darin zitierte Zeitschriften: 223
Kern: 6 Zeitschriften (genannt in 245 Zitationen)
Mitte: 23 Zeitschriften (genannt in 245 Zitationen)
Rand: 194 Zeitschriften (genannt in 245 Zitationen)
also: 6:23:194 = 1:3,8:32,3 ~ 1:4:32 (erwartet: 1:4:16),
demnach: sehr große Randzone
Garfield stellte sein Gesetz mit den im ISI (Institute for Scientific Information) vertretenen Journalen auf.

## Anwendungen
Eugene Garfield ist der Entwickler des wissenschaftlichen Zitationsindices (Science Citation Index). Damit untersuchte er die Verteilung der Referenzen auf die einzelnen Journale eines Gebietes und erkannte die Gültigkeit seines Gesetzes über die Verteilung von Zitationen in wissenschaftlichen Zeitschriften.
Daraus folgerte er die garfieldsche Konzentration:
75 % aller Zitationen entfallen auf knapp 1.000 Zeitschriften;
84 % aller Zitationen entfallen auf ca. 2.000 Zeitschriften; 
Als praktische Konsequenz für seine ISI-Datenbank Web of Science ergab sich:
Eine Datenbank, die einige Tausend Zeitschriften (nämlich die jeweils meistzitierten) auswertet, ergibt ein repräsentatives Abbild der Wissenschaft; hieran orientiert sich die Quellenauswahl bei Science Citation Index.
Generell kann dabei die Zugehörigkeit einer Zeitschrift zu einer Zone im Laufe der Zeit wechseln, sodass auch das ISI (Information Sciences Institute) regelmäßig neue Zeitschriften prüft und aufnimmt und alte Zeitschriften herausnimmt.